# Ewa Alchimowicz-Wójcik
Ewa Alchimowicz-Wójcik – polska śpiewaczka, pedagog śpiewu solowego.
Ukończyła z wyróżnieniem Akademię Muzyczną w Bydgoszczy (2002) na wydziale wokalno-aktorskim w klasie śpiewu solowego prof. Brygidy Skiby.
Od 1999 roku brała udział w wielu kursach mistrzowskich oraz warsztatach prowadzonych przez wybitnych śpiewaków m.in. Marię Fołtyn, Ryszarda Karczykowskiego, Helenę Łazarską, Fedorę Barbieri, Jadwigę Rappe, R. Werlińskiego, B. Makala, czy Bożenę Betley.
Już podczas studiów występowała w licznych koncertach kameralnych, symfonicznych, spektaklach operowych (partii Hrabiny w Weselu Figara i partii Paminy w Czarodziejskim flecie W.A. Mozarta) oraz operetkowych (partia Rozalindy w Zemście nietoperza J. Straussa). W 2002 roku wystąpiła w Filharmonii Pomorskiej pod dyr. Zygmunta Rycherta w partii solowej sopranu wykonując Requiem Mozarta. Działalność koncertową aktywnie kontynuuje, występując w wielu ośrodkach muzycznych w Polsce i za granicą z recitalami muzyki kameralnej oraz oratoryjno-kantatowej z towarzyszeniem orkiestr symfonicznych i kameralnych.
Jest członkiem Stowarzyszenia Polskich Artystów Muzyków oraz Polskiego Stowarzyszenia Pedagogów Śpiewu. Ponadto pracuje jako pedagog śpiewu i emisji głosu w Państwowej Szkole Muzycznej I i II st. w Olsztynie i w Policealnym Studium Aktorskim im. A. Sewruka w Olsztynie.
Od kilku lat współpracuje z Filharmonią Warmińsko-Mazurską im. F. Nowowiejskiego w Olsztynie. Ma w repertuarze wiele pieśni zarówno polskich kompozytorów, jak i obcych, liczne arie operowe, operetkowe czy musicalowe, w tym prawykonania.
Posiada w swym dorobku płytowym prawykonanie „25 Polskich pieśni ludowych z Warmji” Op. 28 nr 1 – Feliksa Nowowiejskiego oraz nagrania dla TV Olsztyn, TVP3, Radia Olsztyn z muzyką klasyczną i rozrywkową.
W 2013 uzyskała stopień doktora sztuk muzycznych w zakresie wokalistyki w Akademii Muzycznej w Gdańsku.

## Nagrody i wyróżnienia
- 2016 – Nagroda im. Feliksa Nowowiejskiego[3]
- 2002 – Stypendium Marszałka Województwa Kujawsko-Pomorskiego
- 2000-1 – Stypendium Ministra Kultury i Sztuki

## Dyskografia
- 2005 – „Canti laudates” Józefa Świdra
- 2005 – Kantata nr 32 J.S. Bacha na płycie pt. „Cantare e sonare”
- 2006 – „Missa brevis” J. Haydna, aria Paminy z opery „Die Zauberflöte”, ”Every time we say goodbye” C. Portera na płycie pt. „Musica Vitae”
- 2007 – „Msza creolska” Ariela Ramireza na płycie pt. ”Kyrie eleison”
- 2007 – „Salve Regina” G.F. Haendla oraz „Psalmu” L. Marzewskiego na płycie pt.”Audite”
- 2007 – cykl pieśni pt. „25 Polskich pieśni ludowych z Warmji” op. 21 nr 8 Feliksa Nowowiejskiego
- 2008 – wokaliza do filmu pt. „Mala Yerba – Złe zioło”, reż. J. Połom
- 2012 – cykl pieśni „Pod niebem Persji” op.51 nr 7 oraz „Róże dla Safo” op. 51 nr 1 Feliksa Nowowiejskiego